# Nederrijn
Il Nederrijn (in olandese Reno inferiore) è un ramo del Reno che attraversa i Paesi Bassi. Il suo corso parte come una continuazione del Canale di Pannerden, presso Angeren, poco prima della diramazione dell'IJssel, per poi dividersi presso Wijk bij Duurstede tra il fiume Lek e il corso d'acqua minore del Kromme Rijn.